# Martin McGuinness

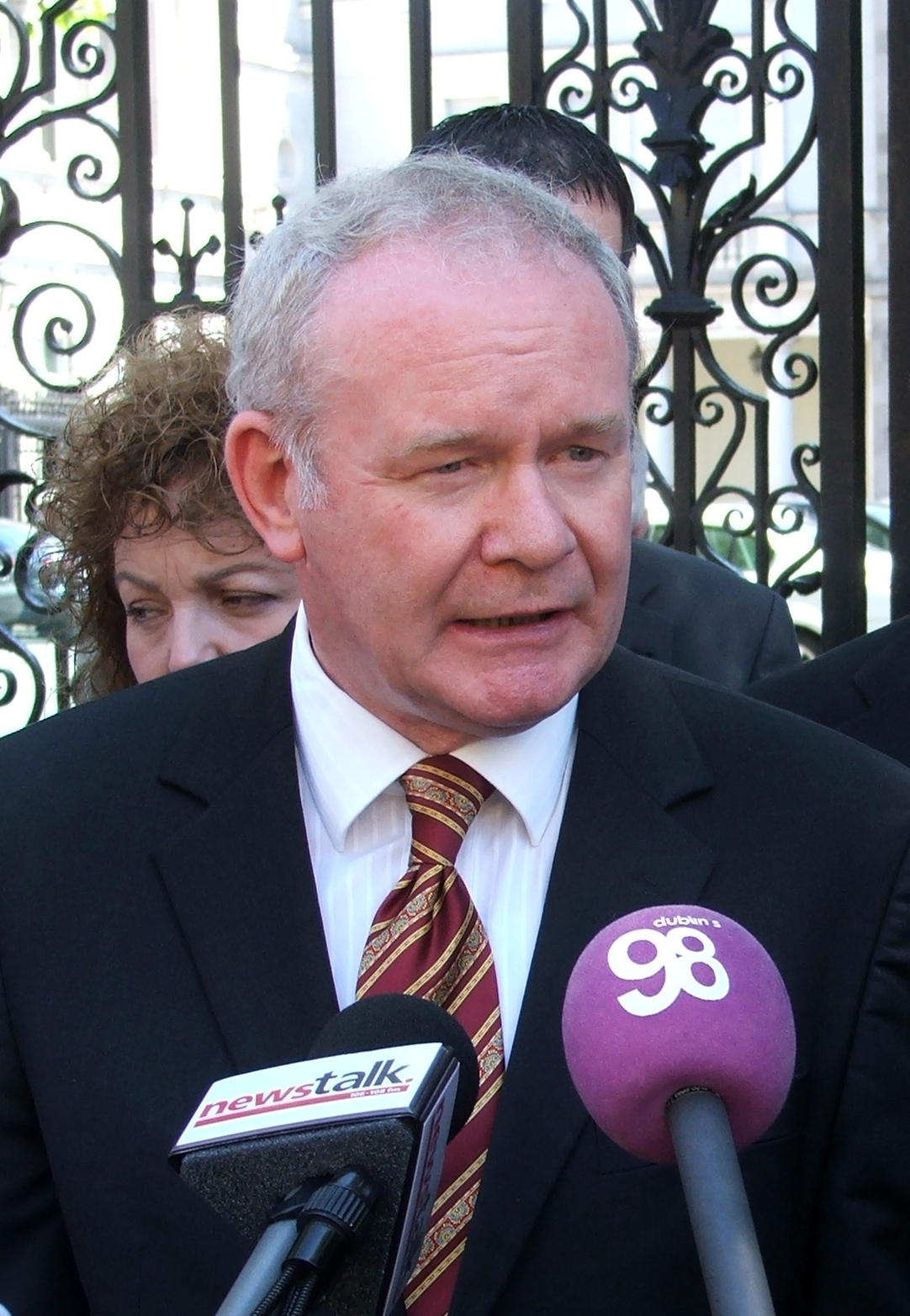
Martin McGuinness (2009)

James Martin Pacelli McGuinness (irisch Máirtín Mag Aonghusa; * 23. Mai 1950 in Derry; † 21. März 2017 ebenda) war ein nordirischer Politiker. Er war führendes Mitglied der IRA, der irisch-republikanischen Partei Sinn Féin und von 2007 bis 2017 amtierender Deputy First Minister of Northern Ireland. Am 9. Januar 2017 trat er aus gesundheitlichen Gründen von diesem Amt zurück.

## Leben

### IRA-Kämpfer
McGuinness wuchs in einer kinderreichen katholischen Familie auf. Sein dritter Vorname ist der Familienname des damaligen Papstes Pius XII. (Eugenio Pacelli). Er besuchte die Berufsschule der Christian Brothers in seiner Heimatstadt. Danach arbeitete er als Metzger. Nachdem 1969 der Nordirlandkonflikt ausgebrochen war, trat er im Alter von 20 Jahren der Provisional IRA bei und stieg dort schnell auf. Als britische Soldaten am 30. Januar 1972, dem Blutsonntag, 14 Demonstranten erschossen, war er bereits die „Nummer zwei“ der IRA in Derry. Nach dem Fund von 113 Kilogramm Sprengstoff und 5000 Schuss Munition in seinem Auto wurde er 1973 verhaftet und vom Special Criminal Court der Republik Irland dafür zu sechs Monaten Haft verurteilt. McGuinness weigerte sich allerdings, das Gericht anzuerkennen.
Von 1978 bis 1982 war er Stabschef (d. h. höchster militärischer Repräsentant) der Provisional IRA.
Nach seiner Freilassung und einer weiteren Verurteilung in der Republik Irland wegen Mitgliedschaft in der IRA stieg sein Bekanntheitsgrad in der Sinn-Féin-Partei. 1982 wurde er in die Northern Ireland Assembly gewählt, nahm seinen Sitz wegen der Abstentionismus-Politik Sinn Féins jedoch nicht ein. Im selben Jahr erhielt er ein Einreiseverbot für den Landesteil Großbritannien durch das „Prevention of Terrorism“-Gesetz.

### Wirken im Friedensprozess und in der nordirischen Selbstverwaltung
McGuinness wurde später Chef-Unterhändler der Sinn Féin auf dem Weg zum Karfreitagsabkommen 1998. 1997 wählte ihn der Wahlkreis Mid Ulster ins britische Parlament. Nach dem Karfreitagsabkommen wurde er 1999 in das nordirische Parlament gewählt. Von 1999 bis 2002 war er nordirischer Minister für Bildung.
Er wurde 2001 für das Parlament in Westminster wiedergewählt, weigerte sich allerdings – wie alle anderen Sinn-Féin-Abgeordneten auch – diesen Sitz einzunehmen. Im November 2003 räumte er ein, dass er 1972 stellvertretender Kommandant der Provisional IRA (PIRA) in Derry gewesen sei. Er lehnte es jedoch ab, weitere Namen oder Informationen über andere PIRA-Mitglieder preiszugeben. 2005 behauptete die irische Regierung, dass McGuinness zusammen mit Gerry Adams und Martin Ferris Mitglied des IRA-Armee-Rates sei. McGuinness bestritt dies aber mit dem Hinweis, er sei nicht mehr Mitglied der IRA.
Nach langwierigen Verhandlungen bildete McGuinness am 8. Mai 2007 zusammen mit dem protestantischen Pfarrer Ian Paisley, dem seinerzeitigen Führer der Democratic Unionist Party (DUP), eine Allparteienregierung, der sie gemeinsam als Regierungschefs vorstanden, bis Paisley 2008 sein Amt abgab. Seither amtierte McGuinness an der Seite von Peter Robinson. Im Kabinett besetzte die DUP fünf Ministerposten, die Sinn Féin entsandte vier Minister, während die protestantische Partei Ulster Unionist Party zwei Kabinettsmitglieder stellte und die katholische Social Democratic and Labour Party ein Kabinettsmitglied. Einig waren sich Paisley und McGuinness von Anfang an unter anderem darin, den britischen Schatzkanzler zu drängen, die Körperschaftssteuer auf 12,5 % abzusenken, um die Wirtschaft wie in der Republik Irland anzukurbeln.
Am 9. Januar 2017 trat McGuinness von seinem Amt als stellvertretender Erster Minister zurück. Als Begründung wurde der sich entwickelnde Skandal um die missglückte Förderung von erneuerbaren Energien (Renewable Heat Incentive, „Cash-for-Ash-Skandal“), für den die amtierende Erste Ministerin Arlene Foster verantwortlich gemacht wurde, genannt. Allerdings war schon in den Monaten zuvor über mögliche ernsthafte Gesundheitsprobleme McGuinness’ spekuliert worden. Am 12. Januar 2017 machte die Irish Times publik, dass McGuinness an einer seltenen Form der Amyloidose (ATTR-Amyloidose) erkrankt sei. McGuinness äußerte sich verärgert über die Veröffentlichung seiner Krankheitsdaten, die er als Privatangelegenheit ansehe. Er erklärte am 19. Januar 2017, dass er auf Grund seines angegriffenen Gesundheitszustandes nicht in der Lage sei, bei den durch seinen Rücktritt als Stellvertretender First Minister ausgelösten Wahlen anzutreten, und er sich damit aus der aktiven Politik zurückziehe. Zu seiner Nachfolgerin als Parteiführerin von Sinn Féin in Nordirland wurde Michelle O’Neill gewählt.

### Präsidentschaftskandidatur in der Republik Irland
McGuinness trat bei den irischen Präsidentschaftswahlen im Oktober 2011 als Kandidat von Sinn Féin an und kam mit 13,7 % der gültigen Stimmen auf den dritten Platz. Dabei war McGuinness in der Bevölkerung aufgrund kritischer Aussagen teilweise umstritten. So wurde auch in einigen Zeitungen Kritik an ihm geäußert. Fraglich bleibt, ob und inwieweit die mediale Berichterstattung über ihn seinem Wahlergebnis geschadet hat.
Ein weiteres Thema bezüglich seines Wahlkampfes, das in den deutschen Medien behandelt wurde, war McGuinness’ entschiedene Einstellung zur Regulierung der Banken. So betonte er die große Bedeutung einer staatlichen Regulierung des Bankensystems, um das Einkommen der Bürger zu schützen und weniger Geld in Banken zu investieren. Er setzte sich gegen Korruption ein und seine Forderung „We must stop the brown envelope culture“ griff Bestechung und Lobbyismus an. Für die Zeit des Wahlkampfes wurde John O’Dowd, Mitglied der Northern Ireland Assembly für den Wahlkreis Upper Bann, als kommissarischer Stellvertreter im Amt des stellvertretenden ersten Ministers bestimmt.
Als nach dem Tod von Ex-Premierministerin Margaret Thatcher im April 2013 Menschen in Großbritannien und Irland aufgrund ihrer politischen Entscheidungen auf der Straße ihren Tod feierten, bat McGuinness die Bürger von Jubelbekundungen und Straßenfeiern abzusehen: 

“Resist celebrating the death of Margaret Thatcher, she was not a Peacemaker but it is a mistake to allow her death to poison our minds.”

„Lasst euch nicht dazu hinreißen, den Tod von Margaret Thatcher zu feiern; sie war keine Friedensstifterin, aber es wäre ein Fehler, wenn ihr Tod unsere Gedanken vergiften würde.“

## Belege
1. ↑  Martin McGuinness dies after short illness. rte.ie. Abruf am 21. März 2017 (englisch)
2. 1 2  Markus Haefliger: Vom Terroristen zum Friedensstifter. Martin McGuinness zieht sich wegen einer Krankheit aus Nordirlands Politik zurück. In: Neue Zürcher Zeitung vom 21. Januar 2017, S. 5.
3. ↑  Spiegel Online: „Versöhnung voller Misstrauen“, 8. Mai 2007.
4. ↑  Martin McGuinness resigns as Deputy First Minister. The irish Times, 9. Januar 2017, abgerufen am 9. Januar 2017 (englisch).
5. ↑  Seamus McKinney: Sinn Fein refuses to clarify Martin McGuinness health problems. The Irish News, 5. Januar 2017, abgerufen am 9. Januar 2017 (englisch).
6. ↑  Martin McGuinness receiving treatment for amyloidosis. The Irish Times, 12. Januar 2017, abgerufen am 15. Januar 2017 (englisch).
7. ↑  Martin McGuinness slams Irish Times for revealing medical diagnosis. Irish Central, 13. Januar 2017, abgerufen am 15. Januar 2017 (englisch).
8. ↑  Henry McDonald: Martin McGuinness quits politics to recover from serious illness. The Guardian, 19. Januar 2017, abgerufen am 20. Januar 2017 (englisch).
9. ↑  Presidential Election 27 October 2011 bei ww.electionsireland.org (Abgerufen am 28. Juni 2012).
10. ↑  John O’Dowd replacing McGuinness as deputy first minister BBC News, 19. September 2011.
11. ↑  Sinn Fein’s Martin McGuinness urges people to stop celebrating Margaret Thatcher's death. irishcentral.com. Abruf am 21. März 2017 (englisch)

| Personendaten    | Personendaten |
| ---------------- | --- |
| NAME             | McGuinness, Martin |
| ALTERNATIVNAMEN  | McGuinness, James Martin Pacelli (vollständiger Name)                                                                   |
| KURZBESCHREIBUNG | irischer republikanischer Politiker, Mitglied des House of Commons und stellvertretender Erster Minister von Nordirland |
| GEBURTSDATUM     | 23. Mai 1950 |
| GEBURTSORT       | Derry, Nordirland, Vereinigtes Königreich                                                                               |
| STERBEDATUM      | 21. März 2017 |
| STERBEORT        | Derry, Nordirland, Vereinigtes Königreich                                                                               |